# فيرجينيا غيلدر
فيرجينيا غيلدر (بالإنجليزية: Virginia Gilder)‏ هي مجدفة أمريكية، ولدت في 4 يونيو 1958 في نيويورك في الولايات المتحدة.

## وصلات خارجية
- فيرجينيا غيلدر على موقع الاتحاد الدولي للتجديف (الإنجليزية)
- فيرجينيا غيلدر على موقع اللجنة الأولمبية الدولية (الإنجليزية)
- فيرجينيا غيلدر على موقع أوليمبيديا (الإنجليزية)